# آکیهیکو هوندا
آکیهیکو هوندا (زادهٔ ۹ سپتامبر ۱۹۴۷) ترویج‌کننده بوکس حرفه‌ای ژاپنی است که در سال ۲۰۰۸ به تالار مشاهیر بوکس جهان وارد شد و در سال ۲۰۰۹ نیز به تالار مشاهیر بوکس بین‌المللی راه یافت.

## ۱۹۶۴ تا دههٔ ۱۹۹۰
هوندا از سال ۱۹۶۴ رئیس باشگاه تایکن و سالن بوکس تایکن در شهر توکیو، بوده است. شعار هوندا، «برای خدا و کشور» است. این شعار همچنین شعار دانشگاه ریکیئو نیز هست. این دانشگاه همان دانشگاهی است که مؤسس سالن بوکس تایکن، سادایوکی اوگینو و هوندا از آن فارغ‌التحصیل شده‌اند. هوندا در سن بیست و دو سالگی در سال ۱۹۷۰، ماسائو اوبا را با مربیگری خود به سمت قهرمانی جهانی هدایت کرد و بعداً دو مبارزه مایک تایسون در سال‌های ۱۹۸۸ و ۱۹۹۰ را ترویج کرد. او همچنین اولین سه‌گانه قهرمانی جهانی را در ژاپن در سال ۱۹۹۸ برگزار کرد.

## دهه ۱۹۹۰ تا ۲۰۱۰
در دهه ۱۹۹۰، علاوه بر مبارزات قهرمانی جهانی جنارو هرناندز، خوزه لوئیس بوئنو، الوی روخاس و دیگران، هوندا مبارزات یوئیچی کاسایی و جویچیرو تاتسویوشی را در ایالات متحده برگزار کرد. در سال ۱۹۹۹، هنگامی که از هوندا دربارهٔ بهبود وضعیت بوکس حرفه‌ای ژاپن سؤال شد، او به شرح زیر پاسخ داد:
1. اولین و مهم‌ترین چیز، پرورش بوکسورهای خوب است. بدون وجود بوکسورهای خوب نمی‌توان رویدادهای خوب را ترتیب داد.
2. افزایش آگاهی به منظور در نظر گرفتن بوکس به عنوان یک ورزش فکری و ارزیابی جنبه‌های تکنیکی آن.
3. آموزش مربیان.
4. ایجاد محیطی که به تلاش‌های بوکسورها پاداش داده شود.
5. اعلام رسمی حق‌الزحمه مسابقات.
6. و علاوه بر این‌ها، افزایش ارزش عناوین ژاپنی.
— Akihiko Honda، =我がボクシング改革論، Nippon Sports Publishing Co. , Ltd.

## ۲۰۰۰ تا ۲۰۱۰
هوندا در حالی که در طول سال‌ها به ترویج بوکس در ژاپن کمک کرده است، در دهه ۲۰۰۰ بر روی مبارزات قهرمانی جهانی سزار بازان (از دهه ۱۹۹۰) و ادوین والرو و دیگران کار کرد. در ژوئیه ۲۰۰۷، او خوزه لینارس را به لاس وگاس فرستاد تا موفق به کسب اولین قهرمانی جهانی خود شود. او هشتمین قهرمان جهانی ژاپن شد که در خارج از کشور مقام خود را کسب کرد. در آوریل سال ۲۰۱۰، هوندا مسابقه‌ای بین هوزومی هاسگاوا و فرناندو مانتیل را ترتیب داد. در آن زمان، عنوان قهرمان سازمان جهانی بوکس مانتیل طبق سیاست‌های کمیسیون بوکس ژاپن در خطر نبود. هاسگاوا بیش از دو ماه قبل از آن تمایل به انتقال به دسته فوق سبک‌وزن را داشت، اما از هوندا خواست تا مذاکره کند و بگوید که حتی اگر حق‌الزحمه مسابقه‌اش کاهش یابد، می‌خواهد با مانتیل مبارزه کند. بوکسینگ مگزین، قدیمی‌ترین مجله بوکس ژاپن، آن مبارزه را به عنوان بهترین رویداد تاریخ بوکس ژاپن تا آوریل ۲۰۱۰ معرفی کرد.
هوندا به ترویج آکیفومی شیمودا، که دهمین بوکسور برتر ژاپنی بود، پرداخت. آکیفومی مالکیت کمربند قهرمانی جهانی خود را در خارج از ژاپن به خطر انداخته بود. او در ژوئیه ۲۰۱۱ در آتلانتیک سیتی، کمربند قهرمانی خود را از دست داد. سپس، هوندا مبارزات دوگانه قهرمانی جهانی را که با مبارزه توشیاکی نیشیوکا و رافائل مارکز در لاس وگاس پایان می‌یافت را برگزار کرد. این رویداد در اکتبر ۲۰۱۱ و به صورت مشترک با رویدادهای تاپ‌رنک و زانفر پروموشنز برگزار شد. رومان گونزالس که توسط هوندا ترویج شده بود، نیز در آن رویداد، که به صورت زنده از فاکس اسپورتز نت، WOWOW ژاپن و تلویزیون آزتکا مکزیک پخش شد. پس از آن او موفق به اولین حضور خود در ایالات متحده شد. دفاع نیشیوکا از عنوان قهرمانی خود در ایالات متحده از حدود سال ۲۰۰۹ برنامه‌ریزی شده بود. با وجود پس‌زمینه منفی بوکس حرفه‌ای ژاپن، این گسترش به خارج از کشور به منظور دستیابی به مقام بالاتر به عنوان قهرمان جهانی بود. هوندا نیشیوکا را به نخستین بوکسور ژاپنی تبدیل کرد که از قهرمانی جهانی خود در ایالات متحده دفاع کرد. این پیروزی حس رکود بوکس حرفه‌ای ژاپن را شکست و امید تازه‌ای به آن بخشید.
در کنار بوکسورهای ذکرشده، هوندا تاکنون به ترویج بوکسورهایی چون: تسو یوشی هامادا، جنارو هرناندز، الوی روخاس، ادوین والرو، خورخه لینارز، رومَن گونزالس و دیگران پرداخته است. او در حال حاضر مدیریت ترویج خورخه لینارز، تاکاهیرو آو، آکیفومی شیمودا، شینسکه یاماناکا، توشی‌یوکی ایگاراشی، تاکاشی میورا، یوشی‌هیرُو کماگای، ریوتا موراتا را بر عهده دارد. هدف بلندمدت او ترویج مبارزات بزرگ در ایالات متحده است و همچنین قصد دارد بوکسورهای موفقی را پرورش دهد که بتوانند به تالار مشاهیر وارد شوند، آن هم به عنوان فردی که در پشت‌صحنه فعالیت می‌کند.